# Ann Wauters
Ann Hilde Willy Wauters (Sint-Niklaas, 12 ottobre 1980) è un'ex cestista e allenatrice di pallacanestro belga.
Alta 193 cm per 82 kg, giocava come centro.

## Carriera
È stata selezionata dalle Cleveland Rockers al primo turno del Draft WNBA 2000 (1ª scelta assoluta).
Con il Belgio ha disputato i Giochi olimpici di Tokyo 2020, i Campionati mondiali del 2018 e quattro edizioni dei Campionati europei (2003, 2007, 2017, 2019).

## Palmarès
- Campionato WNBA: 1

Los Angeles Sparks: 2016